# Костёл Петра и Павла (Ровно)
Костёл святых Апостолов Петра и Павла (укр. Костел святих Апостолів Петра і Павла) — римско-католический храм в городе Ровно на улице Соборной, 213.

## История

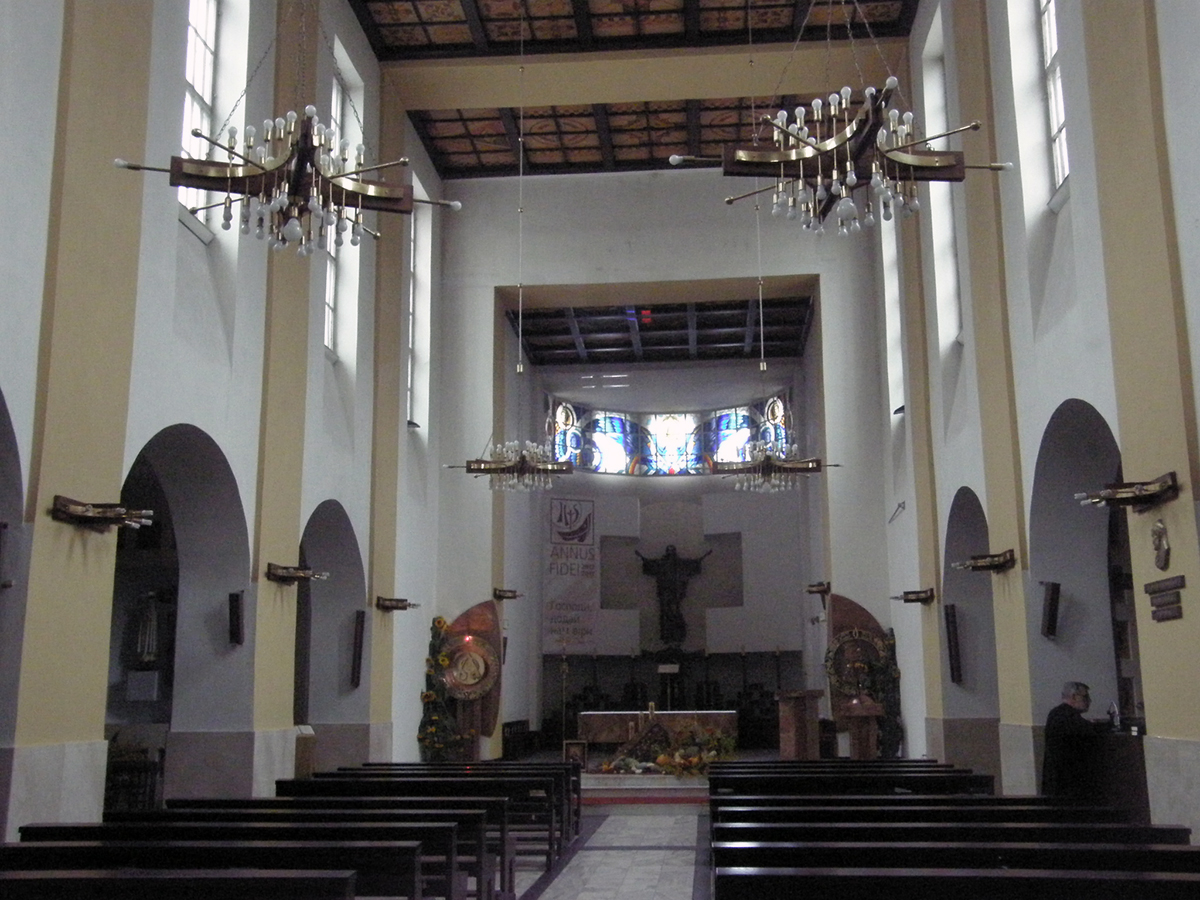
Интерьер

Построен в 1934—1938 годах в популярном тогда стиле конструктивизм. В 1934 году фабрика Чарторыйских в Журавне из белого и чёрного алебастра создала главный алтарь в стиле ар-деко, украшенный статуями святых Петра и Павла. Архитектор Юзеф Шостакевич, скульптор Ядвига Городиска. В советское время алтарь был уничтожен .
После Второй мировой войны храм закрыли, в нём располагались спортзал и офис.
В 1991 году храм вернули верующим. 26 октября 1991 года его освятил епископ Рафаил Керницкий.